# Леонард Слаткін
Леонард Слаткін (англ. Leonard Slatkin; нар. 1 вересня 1944, Лос-Анджелес) — американський диригент.

## Біографія
Син скрипаля Фелікса Слаткіна і віолончелістки Елінор Аллер. Його предки по батькові (їх прізвище було Злоткін) переселилися в США з Могилева-Подільського в 1913 році, серед родичів по матері — двоюрідний дід Аллер, віолончеліст і диригент Модест Альтшулер.
Навчався в Індіанському університеті в Блумінґтоні, в міському коледжі Лос-Анджелеса, в Джульярдській школі. Як диригент дебютував в 1966 році.

## Кар'єра
У 1968 році Вальтер Зюскінд призначив Слаткіна помічником диригента Сент-Луісського симфонічного оркестру, Слаткін займав цей пост до 1977 року, після чого став музичним консультантом симфонічного оркестру Нового Орлеана.
В кінці 1970-х — початку 1980-х Слаткін провів серію бетовенських фестивалів із симфонічним оркестром Сан-Франциско. У 1979 році повернувся в Сент-Луісський симфонічний оркестр і залишався там до 1996 року; з цим колективом пов'язаний ряд значних подій у творчій біографії Слаткіна — зокрема, перший цифровий стереофонічний запис в 1985 році музики балету П. І. Чайковського «Лускунчик».
У 1996 році став музичним директором Національного симфонічного оркестру США, його контракт закінчився в 2008.
У 2000—2004 роках був рівночасно головним диригентом симфонічного оркестру Бі-бі-сі, та в 2001 році став другим за всю історію (після Чарльза Маккераса в 1980) небританським диригентом заключного концерту Променадних концертів Бі-бі-сі.
З 2004 — головний запрошений диригент симфонічного оркестру Лос-Анджелеса, а з 2005 — Лондонського королівського філармонічного оркестру.
У 2006 — музичний консультант симфонічного оркестру Нешвілла.
З 2007 — музичний директор Детройтського симфонічного оркестру.
З 2008 — директор Пітсбурзького симфонічного оркестру.
У сезоні 2010/2011 музиканти Детройтського симфонічного оркестру під керуванням Слаткіна влаштували страйк, на кілька місяців повністю припинивши виступи у зв'язку зі зниженням заробітної плати.

## Репертуар
Вівальді, Бах, Гайдн, Бетовен, Чайковський, Рахманінов, Малер, Барток, Гершвін, Прокоф'єв, Шостакович, Барбер і інші композитори XIX—XX ст.

## Нагороди
- Кавалер Ордену Почесного легіону (2004, Франція).
- Орден Дружби (29 жовтня 2008 року, Росія) — за великий внесок у збереження, розвиток і популяризацію російської культури за кордоном[6].
- Національна медаль мистецтв США (2003).